# Connarus stenophyllus
Connarus stenophyllus är en tvåhjärtbladig växtart som beskrevs av Standley & L. O. Williams och A.Molina. Connarus stenophyllus ingår i släktet Connarus och familjen Connaraceae. Inga underarter finns listade i Catalogue of Life.